# Office de régulation du rail
Pour les articles homonymes, voir Orr.
L'Office du rail et de la route (ORR, Office of Rail and Roads) est l'agence gouvernementale britannique chargée de la régulation du secteur ferroviaire et autoroutier national.
Il a été institué le 5 juillet 2004 par la loi sur les chemins de fer et la sécurité des transports (Railways and Transport Safety Act) de 2003, en remplacement de l'ancien ORR (Office of the Rail Regulator). L'ORR a un statut de département « non-ministériels » (Non-ministerial government department) : c'est une autorité régulatrice indépendante, plus précisément un ministère qui ne dépend pas de l'exécutif et n'est pas dirigé par un ministre, mais répond directement devant le Parlement.
Les principales missions de l'ORR en matière de régulation du système ferroviaire sont les suivantes :
- Régulation de Network Rail. Il contrôle sa gestion de l'infrastructure ferroviaire britannique et s'assure du respect des règles et condition des licences ferroviaires (network licences) octroyées par l'ORR, comprenant des conditions d'exploitation relatives à la gestion du réseau ferroviiares, la transmission d'informations de nature à exercer une suivi économique et des obligations de sécurité.
- attribution des licences d'entreprises ferroviaires ;
- L'ORR régule les droits d'accès des exploitants au réseau ferroviaire :  aux gares et aux infrastructures et ateliers de maintenance(dépôts) ;
- L'ORR fixe des exigences en matière d'activité et de financement pour chaque période de surveillance (control period), garantissant l'accès équitable au marché de l'exploitation du système ferroviaire, et chargé du respect des termes de la licence ferroviaire.
- L'ORR régule la LGV HS1 (Londres–Folkestone) et le Tunnel sous la Manche, par un accord transfrontalier transférant la compétence partagee avec l'Autorité de régulation des transports française (ART).

- It connait également des litiges en appel, surveille l'état du reseau et surveille l'activité concurrentielle des services ferrés en Irlande du Nord.
- L'ORR agit comme autorité de la concurrence  pour les services ferroviaires et assure la protection du droit de la consommation pour des litiges relatifs au transport ferroviaire.
- application des lois sur la concurrence dans le secteur ferroviaire.

L'ORR est dirigé par un comité de direction, dont les membres sont désignés par le ministre des Transports. Le président actuel du comité est Chris Bolt[Quand ?]. L'office emploie environ 150 personnes, son siège est situé à High Holborn à Londres.